# Ragnola
Il Ragnola, detto anche Ragnolario, è un torrente della regione Marche. Nasce dal Colle Valle a 278 m s.l.m., presso il comune di Acquaviva Picena, e sfocia nel comune di San Benedetto del Tronto dando il nome al quartiere che attraversa.